# Benévskoie
Benévskoie (en rus: Беневское) és un poble del krai de Primórie, a l'Extrem Orient de Rússia, que en el cens del 2010 tenia 646 habitants. Es troba al districte rural de Làzovski.